# 프슈치나군

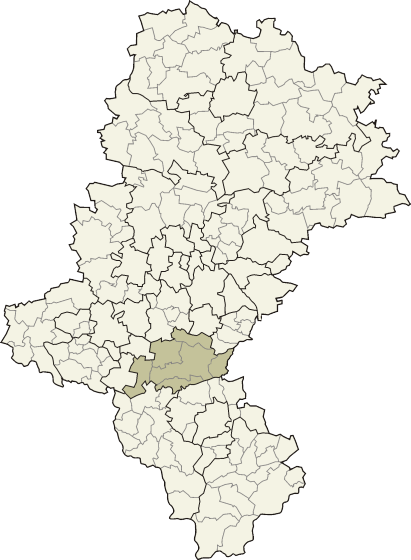
실롱스크주 지도에 표시된 프슈치나군의 위치

프슈치나군(폴란드어: powiat pszczyński)은 폴란드 실롱스크주에 위치한 군으로 군청 소재지는 프슈치나이며 면적은 473.46km2, 인구는 111,324명(2019년 6월 30일 기준), 인구 밀도는 240명/km2이다.
북쪽으로는 미쿠우프군, 비에룬렝지니군, 티히시, 동쪽으로는 마워폴스카주 오시비엥침군, 남쪽으로는 비엘스코군, 남서쪽으로는 치에신군, 서쪽으로는 야스트솅비에즈드루이시, 조리시와 접한다. 6개 지방 자치체(1개 도시형 농촌, 5개 농촌)를 관할한다.

군기
군 문장